# Torbonada

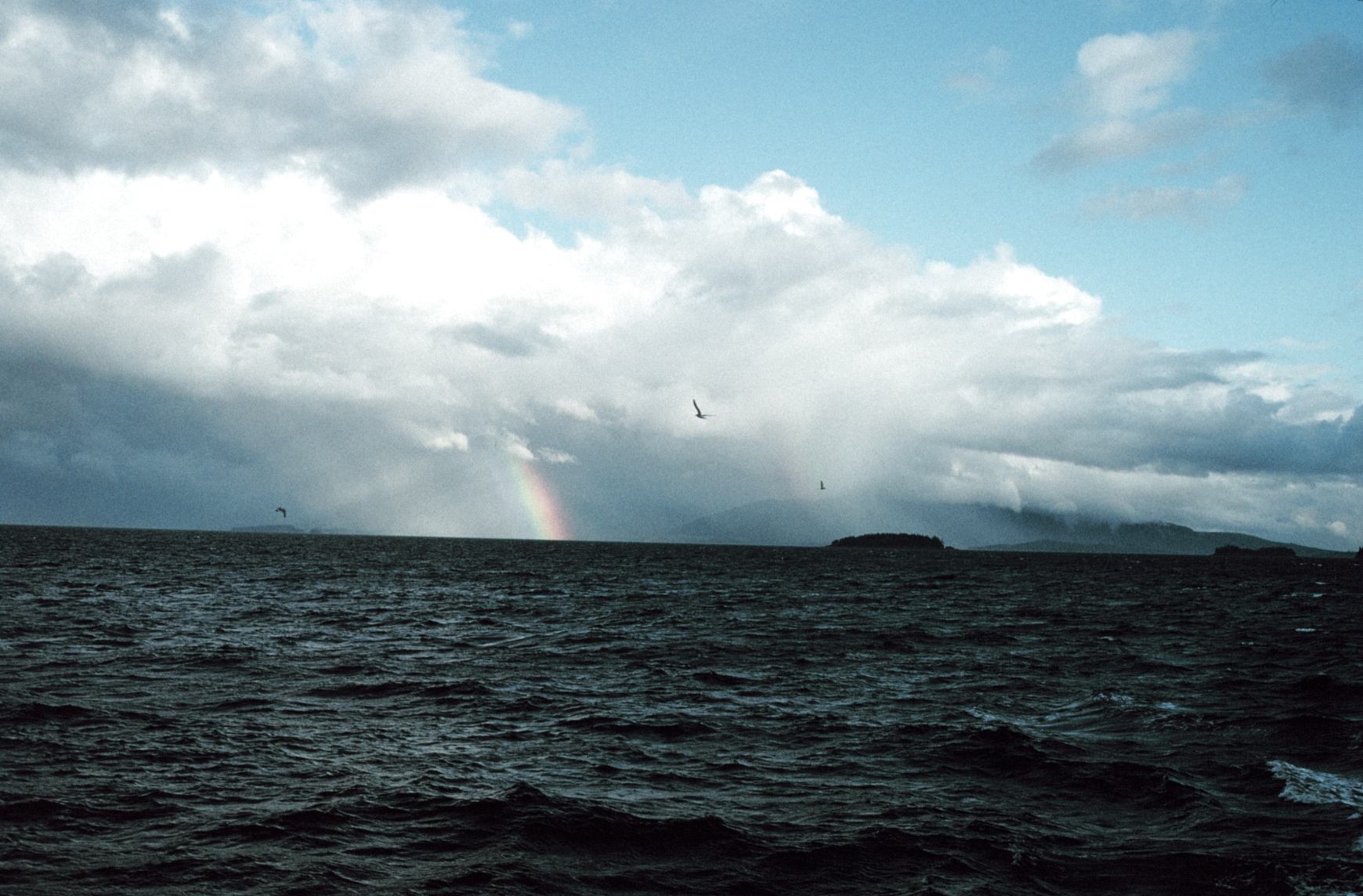
Arc iris després d'una torbonada

Una torbonada és un fenomen meteorològic en el curs del qual la velocitat del vent s'incrementa de manera sobtada i marcada amb un canvi net de la direcció del vent de 45 a 90°, i que dura pocs minuts. Sol estar associat amb una meteorologia activa, com ara pluges, tempestes o nevades intenses. Les torbonades es refereixen a un increment dels vents sostinguts sobre un període curt, car hi pot haver ràfegues més fortes durant una torbonada. Segons la definció de l'Organització meteorològica mundial, les ràfegues de vent han de ser com a mínim de 15 nusos (28 km/h) superiors a la velocitat mitjana del vent durant un període de com a mínim un minut.
Acostumen a donar-se en una regió de caigudes fortes de nivell mitjà o refredament troposfèric de nivell mitjà, que forcen forts moviments cap amunt localitzats a la vora anterior de la regió de refredament, que després augmenta els moviments cap avall locals al seu deixant.
Les torbonades poden ser causades pel descens d'aire dels nivells mitjans quan passen per un front fred, d'un tàlveg o d'un núvol convectiu. Poden estar aïllats o estendre’s al llarg d'una línia de torbonada.

## Sinòptica
Jacob Bjerknes i l'escola de meteorologia de Bergen, que desenvoluparen el model del frontal, van notar que el pas d'un tàlveg podia estar marcat per un sobtat canvi de la direcció del vent i de fortes ràfegues quan el canvi de pressió és molt important al davant i darrere seu. Això es deu a una forta convergència en el tàlveg que engendra un fort moviment cap amunt i l'acosta a aquest i al darrere té un fort descens d'aire.
En general, aquests forts moviments estan associats a un canvi de massa d'aire i es troba un front fred en el tàlveg. Tanmateix, en el sector càlid d'una depressió es pot trobar els tàlvegs donant torbonades similars perquè l'aire és inestable.

## Torbonada de tempesta
L'aire en un ambient de tempesta és càlid i humit a sota i sec i fred en alçada. Quan una part d'aire passa a ser més càlida que el seu entorn a un nivell donat, puja cap amunt. La condensació forma un cúmul d'on surt la precipitació.
Eventualment el nucli de pluja esdevé massa pesant per a ser sostingut pel corrent ascendent que crea el núvol. Aleshores davalla. En la imatge es veuen les fletxes que mostren la direcció de l'aire. En una tempesta ordinària, dona un front de ràfegues més o menys fortes. Tanmateix en una tempesta amb la precipitació molt intensa i inestable l'energia potencial de convecció disponible fa que la ràfega descendent sigui extrema.
Es tracta d'una “allau” d'aire amb violentes turbulències atmosfèriques que dura d'alguns segons a diverses desenes de minuts.
Són les ràfegues descendents les que causen els danys en una torbonada. Se les classifica de macro-ràfegues (més de 2,5 km o micro-ràfegues (menys de 2,5 km) segons la llargada del passadís de danys.

### Torbonada negra
Una ràfega descendent humida es produeix quan l'aire és humit en tota la capa, entre el sòl i els nivells mitjans de l'atmosfera, on es produeix el descens. A més, l'aire dels alts nivells, que pot entrar a la tempesta, és més fred que aquest i, per tant, està en equilibri negatiu (principi d'Arquimedes) i també davallarà. El vent s'acompanya amb pluja i això rep el nom de torbonada negra (grain noir en francès)

### Torbonada blanca
Una ràfega descendent seca es produeix en un ambient molt sec en els baixos nivells de la tempesta. Les precipitacions descendents s'evaporen abans d'arribar al sòl. La part d'aire que contenen aquestes precipitacions és aleshores més freda que l'ambient, per la pèrdua de calor deguda a l'evaporació, i accelerada cap a baix. Hi ha doncs una ràfega sense pluja que s'anomena torbonada blanca (grain blanc en francès) en referència al fet que el cel que l'acompanya és totalment clar.Però és més brusc i esclata sense avís.

### Línia de torbonada

Vista d'una línia de torbonada

En general aquestes línies de tempestes es desenvolupen davant d'un front fred o d'un tàlveg molt marcat i es poden desplaçar més de pressa que aquest.
Una torbonada com aquesta produeix un front de ràfegues que s'organitza en línia al davant de la convecció. És reforçat per la subsidència del corrent en jet dels nivells mitjans que s'abat cap al sòl. En efecte, l'entrada d'aquest darrer al núvol hi porta aire fred i sec ambiental, aquest forma un equilibri negatiu segons el principi d'Arquimedes.
La secció horitzontal a través d'una línia com aquesta, a dalt de la imatge, mostra els forts gradients de reflectivitat (taxa de precipitacions) sobre el davant de la línia. Sobre la part de sota es veu un tall horitzontal i es veuen unes marques que donen una forma ondulada. El tall vertical mostra que les tempestes estan resseguides per zones contínues més clares associades a precipitacions estratiformes.
Segons l'energia potencial de convecció disponible i el cisallament de vents amb l'altitud, una línia de torbonades donarà vents més o menys forts al llarg de la línia que poden ser devastadors.

### Torbonada en arc

Evolució típica d'una torbonada en arc vista amb un radar :
(a) Superèl·lula
(b) Línia de torbonades
(c)Torbonada en arc
(d)Rotació engendrada a la punta.
Les línies discontínues indiquen l'eix de les ràfegues màximes i les fletxes la direcció dels vents en referència a la línia de tempestes

. Una torbonada en arc resulta de l'establiment d'una gota freda. Quan el cisallament meteorològic dels vents és de moderat a fort als baixos nivells de l'atmosfera terrestre i la direcció de canvi és linear, la gota freda s'estén en arc. Amb això les torbonades generades tindran uns quants quilòmetres de gruix i de 20 a 200 km de llargada i una durada de 3 a 6 hores.

### Torbonada de neu
Succeeix a l'hivern quan un front fred molt actiu es troba amb una massa d'aire relativament càlida (entre 0 i 5 °C): l'aire fred que acompanya el front esdevé inestable en trobar la massa càlida i dona lloc a nevades i vent amb visibilitat nul·la durant almenys 30 minuts.
La previsió és similar a la de les tempestes d'estiu violentes.

### Cicló tropical
En el cicló tropical, es troben també zones de torbonada amb les bandes de tempesta en espiral que les envolten. Al llarg d'aquestes zones es poden originar trombes marines i tornados perquè el cisallament vertical dels vents és molt fort..